# Benjamin Duvivier
Pierre-Simon-Benjamin Duvivier (Parigi, 5 novembre 1730 – Parigi, 10 luglio 1819) è stato un medaglista e disegnatore francese.

## Biografia
Nato a Parigi il 5 novembre 1730, Benjamin Duvivier era figlio del medaglista Jean Duvivier (1687-1761).
Sua sorella, la stampatrice Louise Françoise Duvivier, aveva sposato l'incisore Jacques-Nicolas Tardieu.
Oltre a quella di suo padre, ricevette la formazione di Nicolas-Henri Tardieu, padre di suo cognato Jacques-Nicolas. Nel 1756 riceve il primo premio dell'Académie e nel 1761 viene autorizzato a succedere al padre defunto e a trasferirsi nel suo studio nelle gallerie del Louvre.
Nel 1764 fu accettato dall'Académie e ricevette il diploma il 28 dicembre 1776. Fu nominato incisore e medaglista del re ed espose al Salon di Parigi dal 1765 al 1798.
Nel 1768 incise il gettone della Caisse d'escompte, con il busto laureato di Luigi XV sul diritto.
Nel 1774 si guadagnò la carica di incisore generale di monete da Joseph Charles Roëttiers, il quale l'aveva assunta nel 1772 alla morte del figlio.
Fu licenziato con il decreto del 12 e 21 maggio 1791 che aboliva gli uffici della zecca; partecipò comunque ai concorsi nazionali di conio, ma dovette cedere il passo ad Augustin Dupré. Tuttavia, continuò a lavorare durante il periodo del Direttorio e del Consolato.
Nel 1806, la classe di Belle Arti dell'Institut lo nomina responsabile della sezione di incisione, dopo la morte di Rambert Dumarest. Morì a quasi 89 anni il 10 luglio 1819.

## Opere
- Medaglia del Deputato François Martin all'Assemblea Nazionale del 1789-1790-1791, medaglia rame rosso, Ø 8 cm, Gray, museo Baron-Martin.

## Galleria d'immagini

Opere di Pierre-Simon-Benjamin Duvivier
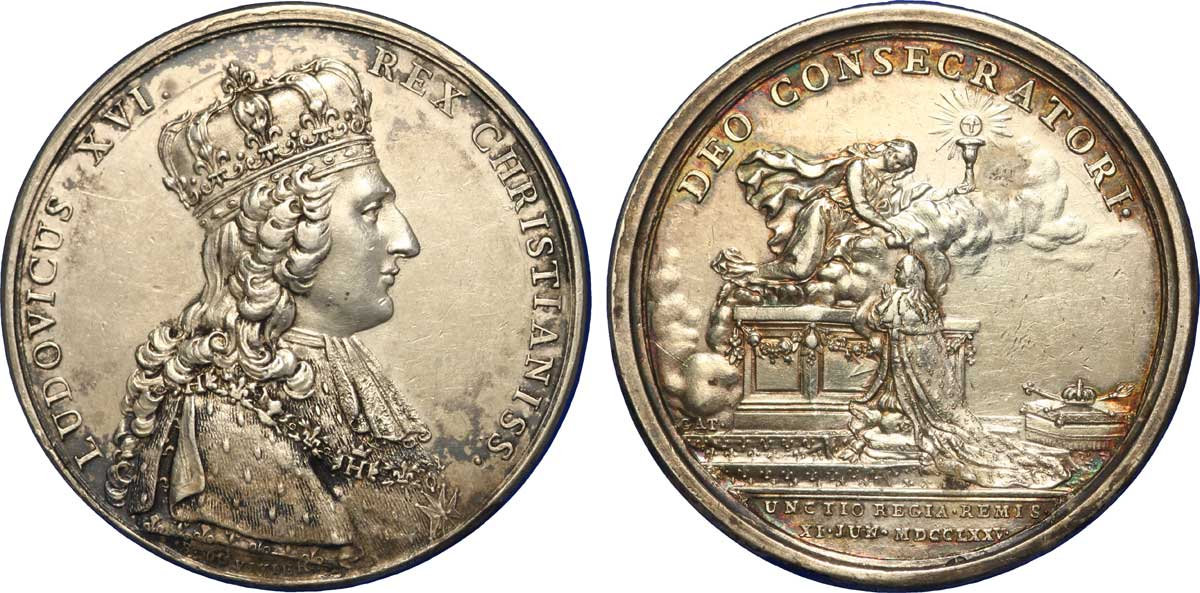
Medaglia dell'incoronazione di Luigi XVI, 11 giugno 1785 (argento, fronte e retro).
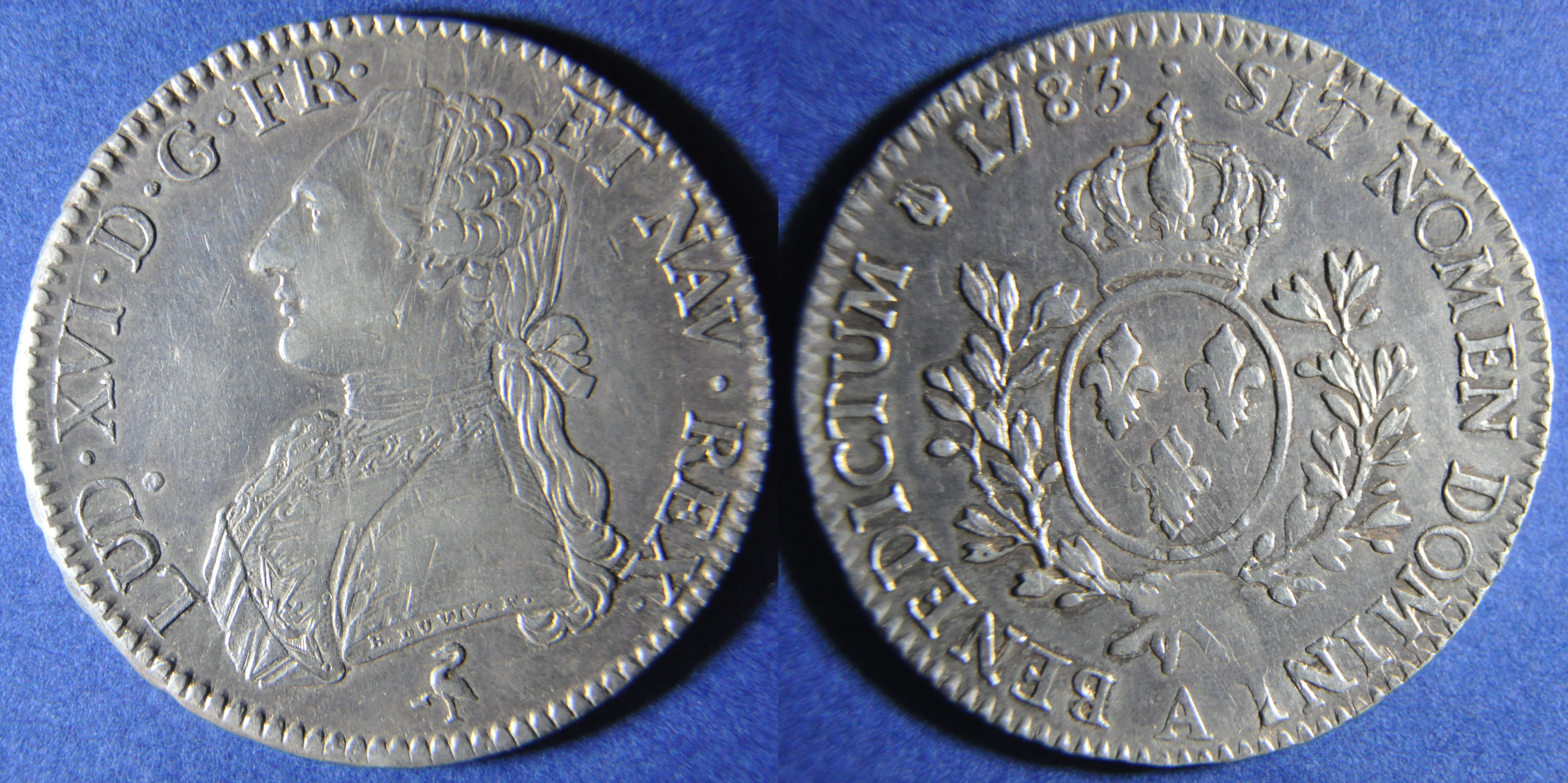
Scudo di 6 livres col primo ritratto di Luigi XVI (argento, fronte e retro), 1783, Parigi.
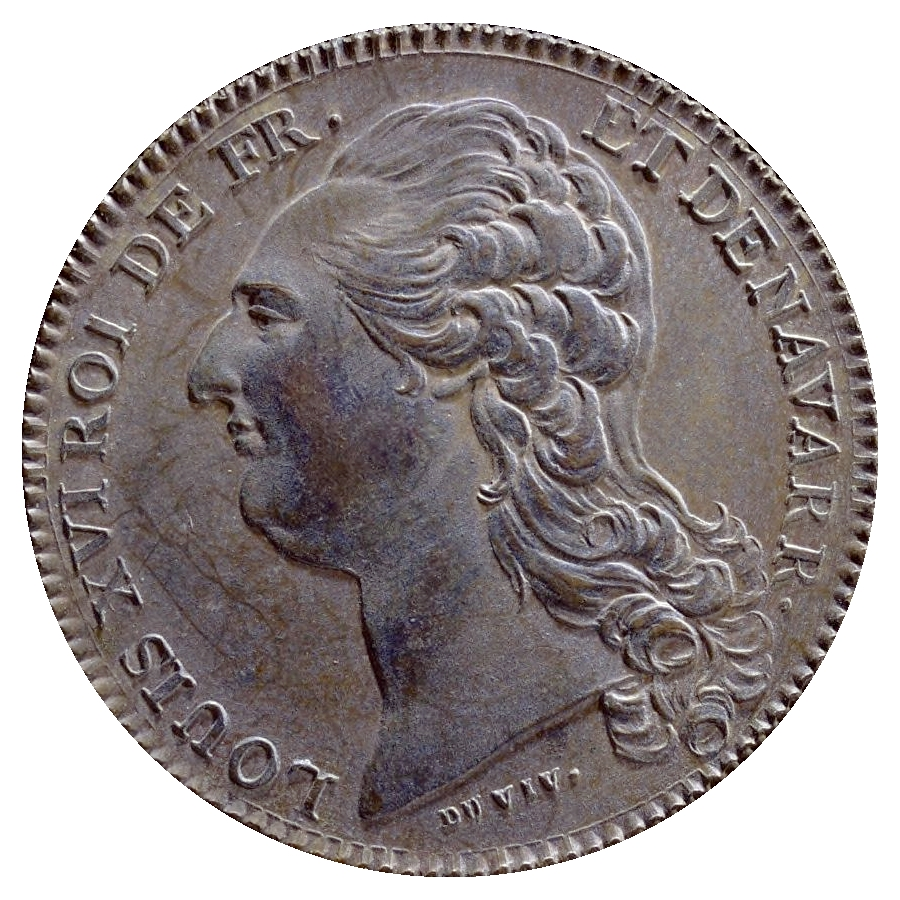
Scudo di 6 livres Luigi XVI, fronte, argento, 1789-1790.
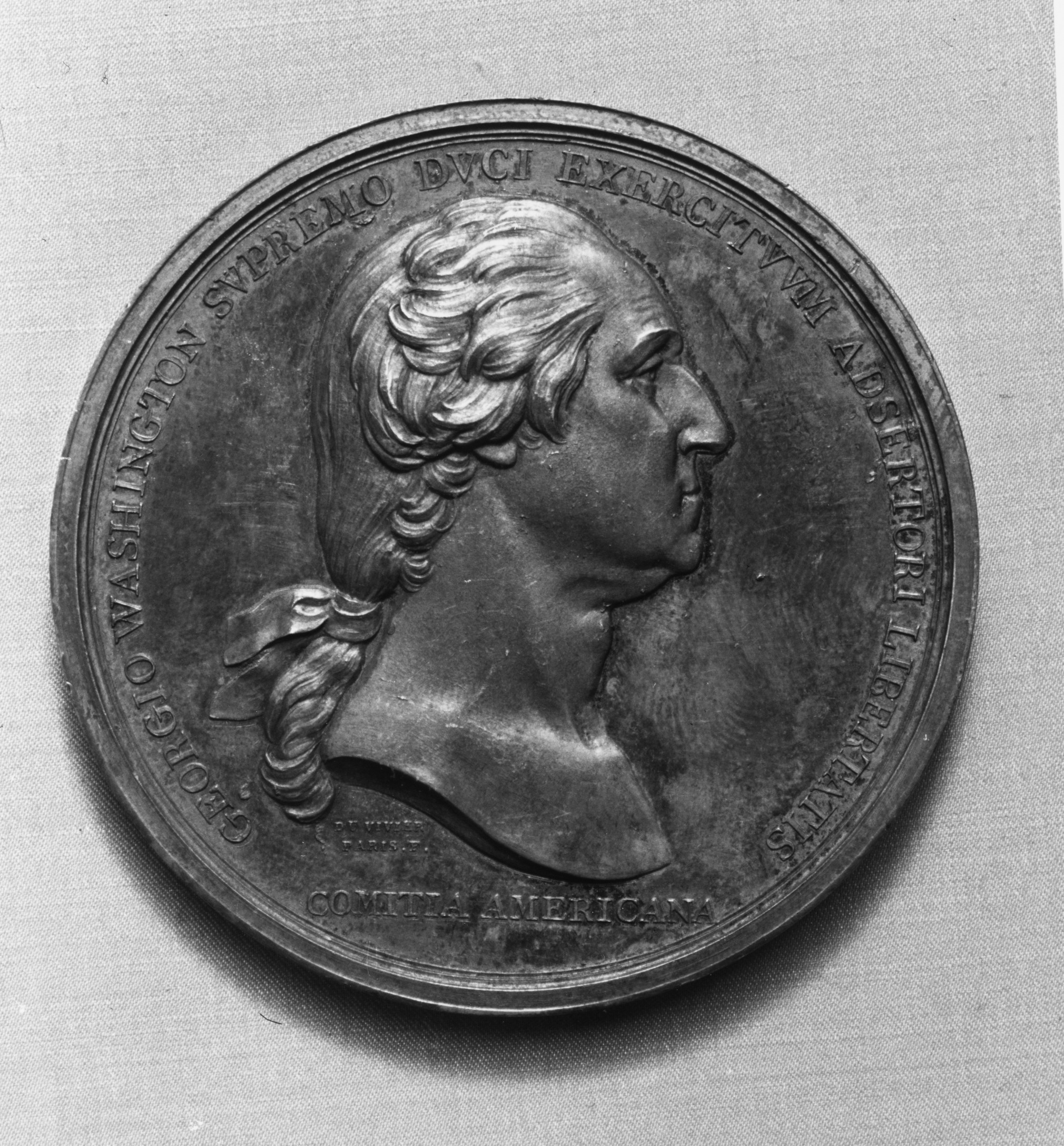
George Washington Comitia Americana, medaglia, fronte, argento, 1780 ca (MET).
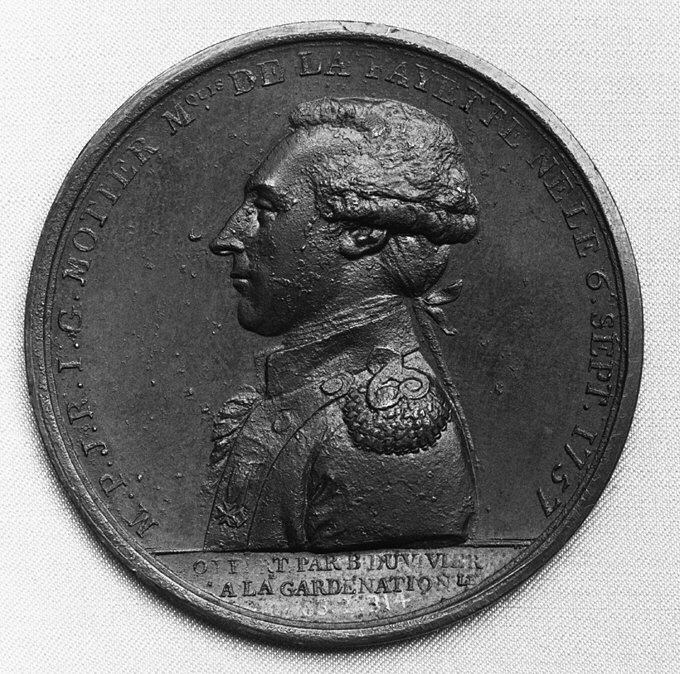
La Fayette, medaglia, fronte, bronzo, 1789 (MET).